# Robert Johnston (homme politique canadien)
Pour les articles homonymes, voir Robert Johnston et Johnston.
Robert Johnston (21 novembre 1856-25 septembre 1913) est un homme politique canadien de l'Ontario. Il est député fédéral conservateur de la circonscription ontarienne de Cardwell de 1900 à 1904.

## Biographie
Né à Caledon Township (en) en Ontario, Johnston étudie dans le comté de Peel (en). Il sert pendant quelque temps en tant que directeur du comté de Peel,.